# Silvana Erlacher
Silvana Erlacher (Cortina d'Ampezzo, 24 gennaio 1967) è un'ex sciatrice alpina italiana.

## Biografia
Sciatrice polivalente originaria di Colfosco, frazione di Corvara in Badia, è sorella di Giacomo, Andrea e Roberto, a loro volta sciatori alpini, e fece parte della nazionale italiana dal 1982 al 1987; debuttò in campo internazionale in occasione dei Mondiali juniores di Sugarloaf 1984 e nella successiva rassegna iridata giovanile di Jasná 1985 vinse la medaglia di bronzo nella combinata. Prese parte ai Mondiali di Crans-Montana 1987, senza ottenere risultati di rilievo, e si ritirò in quello stesso anno; non prese parte a rassegne olimpiche né ottenne piazzamenti in Coppa del Mondo.

## Palmarès

### Mondiali juniores
- 1 medaglia[1][2]:
  - 1 bronzo (combinata a Jasná 1985)

### Campionati italiani
- 7 medaglie[3]:
  - 4 argenti (combinata nel 1985; discesa libera, slalom gigante, combinata nel 1986)
  - 3 bronzi (combinata nel 1984; supergigante, slalom speciale nel 1986)